# 江口ともみ
江口 ともみ（えぐち ともみ、1968年2月4日 - ）は、日本のタレントである。出生名同じ、結婚後の本名、青木 ともみ（あおき ともみ）。東京都出身。株式会社TAP所属。身長157cm

## 人物
東洋英和幼稚園、東洋英和女学院小学部、東洋英和女学院中学部・高等部、東洋英和女学院短期大学卒業。テレビタレントとして、ナレーターや司会業を主な活動としている。夫はTAP社長・たけし軍団のつまみ枝豆。

### 経歴
短大卒業後、学校推薦にて内定していた商社への就職を辞退して芸能界入りした。オフィス北野加入以前には、グラビアアイドルとして青年誌のグラビアに出演したこともある。
当初、ビートたけし・夫の所属するたけし軍団が出演する番組への参加がメインとなっていたが、2000年代以降は共演者問わずレギュラー、ゲストとして出演することが多くなった。
2007年（平成19年）4月25日、栃木県那須町の那須バギーパーク内で深夜番組『第二アサ秘ジャーナル』のロケ収録中に、運転していた大人用バギー（125cc）から転落。コース脇の木製のさくに右脇腹を強打し、右腎臓損傷（全治2週間）で摘出手術を受けた。その後の経過は良好で、同年6月2日から仕事復帰した。

### 私生活
- 趣味は料理とぬいぐるみ集め。
- テレビ朝日系列「パオパオチャンネル」でたけし軍団・つまみ枝豆と出会い、番組終了後に交際[6]。一時別離するも1996年（平成8年）に結婚した。枝豆は再婚であり、江口の父は枝豆がお笑い芸人であることを快く思っていなかった。しかし枝豆の素性を調べたところ、実家は修善寺（現在の伊豆市）でワサビを栽培しており、代々村長の家柄である事が分かり、結婚を許した。江口本人は、2008年（平成20年）5月18日放送の『ウチくる!?』出演の際にその事実を知った。2016年7月から2017年6月までAbemaTV「Abemaエンタメサンデー」で夫婦揃っての司会を初めて務めた[7]。
- 入院時にマネージャーから贈られたことをきっかけにぬいぐるみ「フモフモさん」を自宅に数多く所有しており、仕事現場や旅行先にも持参することがある[8]。しかしその中のもぐらのぬいぐるみの「もぐたろう」を、2018年2月3日夕方に東北新幹線の車内に置き忘れ紛失。江口は自身のアメブロやSNS、それに11日の『サンデーヒットパラダイス』[9]を通じて捜索を呼びかけた[10][11]。3月24日放送の『有吉反省会 2時間スペシャル』で取り上げられ、その後3月29日、江口の所属事務所に「もぐたろう」が小包で届けられた[12]。再会の様子は『有吉反省会』のカメラが独占取材しており、4月21日放送の番組内で紹介された[12]。
- 料理研究家の山本薫（山本富士子の義娘）は江口と東洋英和女学院の同級生である[13]。

## 出演

### テレビ
- ムハハnoたかじん（2004年 - 2009年、関西テレビ） - 2008年3月まで進行担当として出演。
- ビートたけしのTVタックル（1998年 -、テレビ朝日）
- 奇跡体験!アンビリバボー（1998年4月 - 9月、フジテレビ）
- 大改造!!劇的ビフォーアフター（2002年 - 、朝日放送テレビ）
- 魔界潜入!怪奇心霊（秘）ファイル（2002年 - 2007年、テレビ朝日）
- タモリ倶楽部（テレビ朝日）
- 週刊アサ秘ジャーナル → 第二アサ秘ジャーナル → 別冊アサ秘ジャーナル（2001年-、TBS）
- ゴルフスーパーバトル（2005年 - 2006年、テレビ東京）
- 生中継 ふるさと一番!（2007年 - 2011年、NHK）
- ここがヘンだよ日本人（1998年 - 2002年、TBS）
- ワイド!スクランブル（テレビ朝日） - 2012年度金曜日コメンテーター
- キャスト（2015年4月 - 、朝日放送テレビ） - 金曜日コメンテーター
- 哲人の告白（メ〜テレ） - ナレーター
- ゴゴスマ -GO GO!Smile!- - 火曜日（不定期）

### ウェブテレビ
- Abemaエンタメサンデー（2016年7月 - 2017年6月、AbemaNews）- MC[7]

### テレビドラマ
- 清左衛門残日録（1993年、NHK） - 奈津 役
- 花の乱（1994年、NHK大河ドラマ）- 日野昌子 役
- 歴史みつけた（NHK教育テレビジョン） - 与謝野晶子 役
- 土曜ワイド劇場
  - 法医学教室の事件ファイル28 整形美女は二度殺される!?（2009年2月14日、テレビ朝日）- 大林則恵 役
  - 法医学教室の事件ファイル32（2011年1月22日、テレビ朝日） - 山下恵美 役
- 警視庁失踪人捜査課 第2話（2010年4月23日、テレビ朝日） - ゲスト

### 映画
- 監督・ばんざい!（2007年）- 司会者 役

### ラジオ
- 松尾雄治のピテカンワイド（TBSラジオ）
- プレシャスサンデー（2002年-2004年、TBSラジオ）※初代パーソナリティ
- 三宅裕司のサンデーヒットパラダイス（ニッポン放送、2011年4月17日 - ）

### CM
- ロイヤルウッド（2013年 - ）

### その他
- TCK.tv（特別区競馬組合）※キャスターだった山本モナの代打

## 書籍

### 写真集
- 江口ともみ写真集『SHERBET DIARY』（撮影:丸山裕・桜桃書房・1992年）ISBN 4871836797
- 江口ともみ写真集『DREAMS』上記の文庫化（撮影:丸山裕・桜桃書房・1993年）ISBN 4871837467

### 雑誌
- デラべっぴん No.41（1989年4月号、英知出版）表紙